# Административное деление Новороссийской губернии на 26 марта 1765 года

## Новороссийская губерния. 26 марта 1765 года
Делилась на провинции
- общее число провинций — 3
- центр губернии — город Кременчуг
- список провинций:

1. Бахмутская (из Воронежской губернии 26 марта 1765 года: Донецкого и Луганского полков)
2. Екатерининская (из Днепровского, Самарского полков)
3. Елизаветградская (из Елизаветградского, Жёлтого и Чёрного полков)